# Brachycerophytum sinchona
Brachycerophytum sinchona är en skalbaggsart som beskrevs av Costa, Vanin, Lawrence och Ide 2003. Brachycerophytum sinchona ingår i släktet Brachycerophytum och familjen Cerophytidae. Inga underarter finns listade i Catalogue of Life.